# Ristijärvi (sjö i Finland, lat 62,95, long 26,30)
Ristijärvi är en sjö i Finland. Den ligger i kommunen Vesanto i landskapet Norra Savolax, i den centrala delen av landet, 300 km norr om huvudstaden Helsingfors. Ristijärvi ligger 121,3 meter över havet. I omgivningarna runt Ristijärvi växer i huvudsak blandskog. Den är 7 meter djup. Arean är 1,12 kvadratkilometer och strandlinjen är 7,45 kilometer lång. Sjön  ingår i Kymmene älvs huvudavrinningsområde. 